# 紫川 (名古屋市)
紫川（むらさきがわ）は、現在の名古屋市中区を流れていた河川。

## 概要
名古屋城築城以前の熱田台地を流れていた自然河川であったものが、城下町の構築に伴い、その都市排水を堀川へと流す機能を持つに至った。名古屋城下広小路筋の堀切の水が南流し、大久保見町（現在の白川公園北東に位置していた）で西に流れを変え、現在の若宮大通を西へ向かい、堀川へ流出していたという。その河口には尾張藩の船を係留しておく川湊があり、大正時代ごろまで存続していたという。川幅は、当時架けられていた橋から、二間ほどであったと推測される。ただし、当地に伝わる手毬歌の一節に「むらさき川へ身をなげて、身は身で沈む、小袖は小袖で浮いていく」というものがあり、それなりの規模の河川であっただろうと思われる。

## 名称の由来
『尾張名所図会』が伝えるところによると、横三ツ蔵町在の伝光院境内にある五輪塔が紫式部の墓であるとの言い伝えがあり、その脇を流れる川であったことに由来するというが、紫式部の墓が所在するという根拠も何も無いとされる。

## 「紫川にはまる」
名古屋を舞台とした小説である『紅雪録』（泉鏡花）に、「紫川にはまる」という表現が頻出するという。これは、紫川の南に位置していた大須の旭郭の遊女と深い関係を結ぶことを示す隠語であるという。